# Jean Olié
« Olié » redirige ici. Pour l’article homophone, voir Ollier.
Jean Olié, né le 24 mars 1904 au Relecq-Kerhuon et mort le 27 mars 2003 à Paris, est un général d'armée de l'armée de terre française et notamment de la Légion étrangère de 1924 à 1961.
Le 1er mars 1961, il devient chef d’état-major général de la défense nationale.
Il est grand-croix de la Légion d'honneur.

## Biographie

### Jeunesse
Entré à l'École spéciale militaire en 1924, il en sort sous-lieutenant en 1926 (promotion du Rif).
Il sert alors au 4e régiment étranger puis au début des années 1930 dans les goums marocains où il acquiert une bonne connaissance des affaires musulmanes.

### Seconde Guerre mondiale
En 1939, il sert à l’état-major de la 14e division d'infanterie. Durant la bataille de France il est blessé et fait prisonnier. Il s’évade et parvient à rejoindre le Maroc.
En 1943, alors qu'il dirige le 3e bureau (bureau des opérations) de la 1re Armée, il prépare les débarquements de l'île d'Elbe et de Provence. Il devient ensuite chef d'état-major de la 5e division blindée.
Au début de l'année 1945, il prend le commandement du régiment de marche de la Légion étrangère pour la fin de la guerre.

### Après-guerre
Il prend ensuite des fonctions de commandement plus territoriales, avec pouvoirs civils en Afrique du Nord.
En 1950, il réorganise la Légion étrangère en créant le groupement opérationnel de la Légion étrangère. Il commande ensuite de 1954 à 1956, l'École spéciale militaire intermarme (ESMIA) de Coëtquidan.
Il est ensuite nommé gouverneur civil et militaire de grande Kabylie, puis commande, de 1958 à 1960, le corps d'armée de Constantine.
De retour en France en septembre 1960, il est nommé chef d’état-major particulier du président de la République, Charles de Gaulle.
Par décret du 15 février 1961, il est nommé chef d’état-major général de la défense nationale  à compter du 1er mars, ce qui fait de lui la « plus haute autorité militaire française »,.
À la suite du putsch des généraux le 21 avril 1961, il rejoint l'Algérie pour y exercer également les fonctions de commandant en chef à partir du 22 avril 1961.
En désaccord avec la manière dont la répression est conduite à l'issue du putsch, mais également opposé à la politique de rupture menée avec l'Algérie comme à l'égard de l'OTAN, il démissionne le 31 juillet 1961.
Il meurt le 27 mars 2003, à l'âge de 99 ans.

## Décorations
- Grand-croix de la Légion d'honneur, le 31 mars 1962[8]
- Croix de guerre 1939–1945
- Croix de guerre des Théâtres d'opérations extérieurs
- Croix de la Valeur militaire
- Chevalier de l'ordre du Mérite agricole
- Médaille du sauvetage
- Médaille des évadés
- Commandeur avec plaque de l'ordre de l'Étoile noire (1954)[9]
- Ordre du Service distingué (DSO) (Royaume-Uni)
- Bronze Star
- Badge Honneur du champ de bataille à l'ordre des États-Unis
- Mérite militaire chérifien

Il totalise 14 citations